# Disorient express
Disorient Express è il terzo album del gruppo musicale italiano Dhamm, pubblicato nel 1997.
Nel 1997 con l'uscita di Munzi e Conti e con l'entrata nel gruppo di Ernesto Osci (basso) e Bruno Valente (batteria) i Dhamm passano dal rock melodico ad un rock più moderno (Hard Rock, Grunge, Metal). 
Oltre a questo cambiamento musicale, i Dhamm cambiano casa discografica, da Emi a Sony BMG.
L'album, grazie ai testi curati dalla giovane scrittrice Simona Orlando in collaborazione col cantante Alessio Ventura. La canzone Sono qui uscì come singolo nel giugno dello stesso anno insieme alla versione "Radio Edit". In seguito uscirono altri singoli: L'uomo di cartone, Il cielo Sotto (dicembre 1997)  e Zona Nera (primavera 1998).
Dopo questo album, i Dhamm cambiano nome e assumeranno la denominazione "Sautiva".

## Tracce
1. Disorient Express – 4:12
2. Zona nera – 4:29
3. Il cielo sotto – 5:00
4. Apatiapatiapatia – 3:06
5. La clessidra – 3:19
6. Matteo 18:21 – 4:27
7. Sono qui – 4:33
8. L'uomo di cartone – 3:54
9. L'incubo di Alice – 3:24
10. Spazio libero – 3:41
11. AAA visibilità cercasi – 2:56
12. Liberalizzatemi – 2:53
13. Ballo da solo – 3:47